# Birdsville
Birdsville es un pequeño pueblo situado en el oeste Queensland, Australia. La ciudad está situada a 1.590 km al oeste de la capital del estado, Brisbane, Y 720 kilómetros al sur de la ciudad de Mount Isa. Birdsville está situado en el borde del Desierto de Simpson, el clima es muy árido. En el 2006 censo, Birdsville tenía una población de 115 habitantes.
Birdsville está situado junto al río Diamantina en la Comarca Diamantina, Que tiene una población de 326 personas (2001).
La ruta a Birdsville se extiende 514 kilómetros de Marree en Australia del Sur a través de la Desierto de Strzelecki antes de terminar en Birdsville.
Fue declarada ciudad en el año 1887, Birdsville se encuentra en el límite entre los estados de Australia Meridional y Queensland, donde antaño se cobraba peajes a las manadas de ganado que se trasladan entre los estados. Con la Federación en 1901, se abolieron los peajes y la ciudad entró en decadencia.
En 2007 había un solo hotel, que servía cerveza en lata o en botella y un hospital. Cuando se proclamó la ciudad había tres hoteles, dos tiendas, una aduana para el comercio interestatal, una estación de policía y una gran colección de edificios comerciales.
Hoy en día Birdsville es un destino turístico popular y es más famoso por la legendaria Carreras anual de Birdsville, que se celebra en septiembre con la ayuda de la Royal Flying Doctor Service de Australia. La ciudad es pequeña, crece en miles de visitas en el evento de dos días. Cientos de aviones utilizan la pista de aterrizaje de 1.700 metros.
En Birdsville existe una estación de energía geotérmica, que produce 80 kW (con el agua que se extrae de la Gran Cuenca Artesiana (a 98 °C)). La planta geotérmica produce alrededor de un tercio de la electricidad de la ciudad. El agua (una vez enfriada) es también la fuente de agua potable de la ciudad.